# Universum (encyklopedie)
Universum je česká obecná encyklopedie o deseti dílech obsahující okolo 150 tisíc hesel, které vyšly v letech 1999–2001. Jedná se o jeden ze dvou velkých projektů snažících se vytvořit české encyklopedické dílo v nových společenských podmínkách po roce 1989 (druhým projektem je Diderot). 
Původní desetidílná encyklopedie vznikla na základě německé encyklopedie Bertelsmann Lexikon, která byla upravena a doplněna o české reálie a byla vydána Odeonem (který patří do koncernu Euromedia Group, kam spadá i Bertelsmann). Vydavatel zdůrazňoval že nejde o překlad ale o přepracování původní encyklopedie. Na druhou stranu se  recenze shodují na silném zaměření na německé reálie.
Vedoucím českého vydání byl Antonín Kočí a vedoucí autorského kolektivu germanista Josef Čermák. Seznam autorů obsahuje 215 jmen.
Po vydání kompletní encyklopedie (pod názvem Všeobecná encyklopedie Universum) byly připraveny drobnější encyklopedie, čtyř, dvou a jednosvazkové. Vedle toho encyklopedie vyšla na CD/DVD (poslední vydání má název Universum 5.1). A byla přístupná online v portálu COTOJE.CZ.